# Ommen, Småland
Ommen är en sjö i Västerviks kommun i Småland och ingår i Storån-Botorpsströmmens kustområde. Sjön har en area på 2 kvadratkilometer och ligger 16 meter över havet. Sjön avvattnas av vattendraget Tokgölsbäcken. Vid provfiske har bland annat abborre, braxen, gers och gädda fångats i sjön.

## Delavrinningsområde
Ommen ingår i det delavrinningsområde (642986-153888) som SMHI kallar för Utloppet av Ommen. Medelhöjden är 30 meter över havet och ytan är 6,92 kvadratkilometer. Det finns inga avrinningsområden uppströms utan avrinningsområdet är högsta punkten. Avrinningsområdets utflöde Tokgölsbäcken mynnar i havet. Avrinningsområdet består mestadels av skog (53 procent) och jordbruk (11 procent). Avrinningsområdet har 2 kvadratkilometer vattenytor vilket ger det en sjöprocent på 28,8 procent.

## Fisk
Vid provfiske har följande fisk fångats i sjön:
- Abborre
- Braxen
- Gärs
- Gädda
- Lake
- Mört
- Nors
- Sarv
- Sutare